# Cattedrale dell'Assunzione di Maria Vergine e Santo Stanislao
La cattedrale dell'Assunzione di Maria Vergine e Santo Stanislao (in bielorusso: Архікафедральны касцёл Імя Найсвяцейшай Дзевы Марыі) è la cattedrale cattolica di Mahilëŭ, in Bielorussia, concattedrale dell'arcidiocesi di Minsk-Mahilëŭ.

## Storia
La cattedrale sorge sul sito dell'ex-convento dei Carmelitani. Nel 1636 fu costruita nel monastero una chiesa in legno consacrata al nome di Santa Maria Assunta. Nel 1708 un grande incendio bruciò la chiesa e al suo posto negli anni 1738-1752 venne costruita una chiesa in pietra, consacrata nel 1765 dal vescovo di Vilnius Zenkovich.
Il 25 dicembre del 1772 Caterina II di Russia annunciò l'istituzione di una diocesi cattolica per la Bielorussia con sede a Mahilëŭ. Dieci anni più tardi la diocesi fu elevata ad arcidiocesi, con giurisdizione su tutte le parrocchie cattoliche di rito latino in Russia, comprese Mosca e San Pietroburgo. Dal 1783 la chiesa del monastero carmelitano divenne la cattedrale dell'arcidiocesi di Mahilëŭ, assumendo il nome attuale.
Alla fine del XVIII secolo la cattedrale fu ricostruita con interventi che riguardarono soprattutto la facciata. Nel 1956 la cattedrale è stata chiusa e destinata ad ospitare la sede centrale dell'Archivio Storico Bielorusso nell'ambito dell'Unione Sovietica. Nel 1960 l'archivio fu trasferito a Minsk e l'ex edificio della cattedrale fu trasformato in Archivio di Stato della regione di Mahilëŭ.
Nei primi mesi del 1990 la cattedrale è stata restituita alla diocesi, che ha intrapreso un restauro conclusosi nel 1994, ed è divenuta concattedrale dell'arcidiocesi di Minsk-Mahilëŭ.